# The World Is Yours (album)
Pour les articles homonymes, voir The World Is Yours.
Albums de Scarface
Mr. Scarface Is Back
(1991) The Diary
(1994)
Singles
1. Let Me Roll
Sortie : 1993
2. Now I Feel Ya
Sortie : 1993

The World Is Yours est le deuxième album studio de Scarface, sorti le 17 août 1993.
L'album s'est classé 1er au Top R&B/Hip-Hop Albums et 7e au Billboard 200 et a été certifié disque d'or par la Recording Industry Association of America (RIAA) le 30 octobre 1993.

## Liste des titres
| No  | Titre                                     | Contient un (des) sample(s) de | Durée |
| --- | ----------------------------------------- | --- | ----- |
| 1.  | Intro                                     | Can We Pretend de Bill Withers | 1:05  |
| 2.  | Lettin' 'Em Know                          | Raise Up des Geto Boys | 5:16  |
| 3.  | Comin' Agg                                | | 3:29  |
| 4.  | The Wall                                  | If I Was Your Girlfriend de Prince | 4:37  |
| 5.  | Let Me Roll (featuring J. Prince)         | Dukey Stick de George Duke | 4:53  |
| 6.  | You Don't Hear Me Doe (featuring DMG)     | | 3:57  |
| 7.  | One Time (Interlude)                      | | 1:27  |
| 8.  | Dying With Your Boots On                  | Windmills of Your Mind de Barbara Lewis God Make Me Funky des Headhunters featuring The Pointer Sisters                                  | 2:34  |
| 9.  | I Need a Favor                            | | 3:27  |
| 10. | Still That Aggin'                         | Impeach the President des Honey Drippers                                                                                                 | 5:16  |
| 11. | Strictly for the Funk Lovers              | Promentalshitbackwashpsychosis Enema Squad (The Doo-Doo Chasers) de Funkadelic                                                           | 6:09  |
| 12. | Now I Feel Ya                             | Munchies for Your Lov de Bootsy Collins Devotion d'Earth, Wind & Fire Kissing My Love de Bill Withers                                    | 7:34  |
| 13. | Funky Lil Aggin' (featuring 2 Low)        | | 4:20  |
| 14. | Mr. Scarface, Part III: The Final Chapter | The Assembly Line des Commodores Ashley's Roachclip des Soul Searchers                                                                   | 4:31  |
| 15. | He's Dead                                 | Player's Balling (Players Doin' Their Own Thing) des Ohio Players Murder by Reason of Insanity de Scarface Diary of a Madman de Scarface | 5:21  |
| 16. | I'm Black                                 | | 4:23  |
| 17. | Outro                                     | Boadicea d'Enya | 1:18  |